# Katia Mann
Katia Mann (rojena kot Katharina Hedwig Pringsheim), * 24. julij 1883, † 25. april 1980.
Žena Thomasa Manna je bila najmlajši otrok in edina hči nemškega judovskega matematika in umetnika Alfreda Pringsheima in njegove žene Hedwige Pringsheim, ki je bila igralka v Berlinu pred svojo poroko. Katia je bil tudi vnukinja pisatelja in aktivista za pravice žensk Hedwige Dohm. Njen brat dvojček Klaus Pringsheim je bil dirigent, skladatelj, glasbeni pisatelj in glasbeni pedagog, ki je deloval v Nemčiji in na Japonskem.
Katia je bil rojen v Feldafingu v bližini Münchna, v eni od najbogatejših družin v Nemčiji. Bila je vnukinja nemško-židovskega industrialec Rudolfa Pringsheima in pranečakinja bankirja Hugota Pringsheima. V starosti 21 let v jeseni 1904 je prekinila svoj študij fizike in matematike na zahtevo njene matere in tete, da se poroči s pisateljem Thomasom Mannom 11. februarja 1905. Kot gostujoči študent je sicer nadaljevala študij še štiri semestre. Katia in Thomas Mann sta imela šest otrok. Med zakonom je postala luteranka.

### Otroci
| Ime              | Rojstva           | Smrt              |
| ---------------- | ----------------- | ----------------- |
| Erika            | 9. november 1905  | 27. avgust 1969   |
| Klaus            | 18. november 1906 | 21. maja 1949     |
| Angelus ("Golo") | 27. marec 1909    | 7. april 1994     |
| Monika           | 7. junija 1910    | 17. marec 1992    |
| Elizabeta        | April 24,         | 8. februar 2002   |
| Michael          | 21. aprila 1919   | 1. januar 1, 1977 |

Po sporni politični situaciji so Mannovi kot družina živeli v izgnanstvu. Katia Mann je poskrbela za njenih šest otrok in moža. Družina je bila v tem obdobju velikokrat v velikih težavah. Katia je vodila gospodinjstvo, bila posrednik za svojega moža in njegovo literarno udejstvovanje pa tudi močna vez za celotno družino, kar je bilo za mnoge otroke stresno. Preživela je tri svoje otroke (Klaus, Erika in Michael) in njenega moža. Umrla v Kilchbergu v bližini Züricha.